# Center za državljanske svoboščine (Ukrajina)
Center za državljanske svoboščine (ukrajinsko Центр Громадянських Свобод, latinizirano: Centr Gromadjansʹkyh Svobod) je ukrajinska organizacija za človekove pravice, ki jo vodi ukrajinska odvetnica Oleksandra Matvijčuk. Ustanovljena je bila leta 2007 z namenom pritiska na ukrajinsko vlado, da naredi državo bolj demokratično. Organizacija je leta 2022 prejela Nobelovo nagrado za mir skupaj z Alešem Bjaljackim in rusko organizacijo Memorial.
Center za državljanske svoboščine je bil ustanovljen v Kijevu v Ukrajini 30. maja 2007. Organizacija se ukvarja z uvajanjem zakonodajnih sprememb, da bi Ukrajino naredila bolj demokratično in izboljšala javni nadzor organov kazenskega pregona in sodstva. Eden od fokusov organizacije je posodobitev kazenskega zakonika Ukrajine in prizadevanje proti korupciji.
V času evromajdanskih protestov 2013–2014 je skupina začela projekt Euromaidan SOS, da bi zagotovila pravno podporo protestnikom, ki so sodelovali v protestih, in spremljala zlorabe s strani varnostnih sil takratnega predsednika Viktorja Janukoviča. Tako lahko beležimo, da je protestno gibanje uporabilo mladoletnike med protesti, kot tudi uporabo pravega orožja nad protestniki.
Po ruski aneksiji Krima leta 2014 in začetku vojne v Donbasu (prav tako leta 2014) je organizacija začela dokumentirati politično preganjanje na Krimu in zločine na ozemlju, ki ga nadzorujeta separatistična Ljudska republika Lugansk in Ljudska republika Doneck, ki ju podpira Rusija. Organizacija je začela tudi mednarodne akcije za izpustitev nezakonito zaprtih ljudi v Rusiji, na rusko priključenem Krimu in v Donbasu.
Po ruski invaziji na Ukrajino leta 2022 je Center za državljanske svoboščine prav tako začel dokumentirati ruske vojne zločine, storjene med vojno. Norveški Nobelov odbor je leta 2022 dejal, da organizacija "igra pionirsko vlogo pri pozivanju krivcev na odgovornost za njihove zločine".

## Ime
Po statutu organizacije je polno ime organizacije Center za državljanske svoboščine organizacija civilne družbe, skrajšano poimenovanje Center za državljanske svoboščine. Na svoji spletni strani se organizacija večinoma imenuje Center za državljanske svoboščine.